# Ulrich Popp
Ulrich Popp (* 28. Dezember 1937 in Breslau, Schlesien, Deutsches Reich; † 30. Dezember 2010) war ein deutscher Bühnen- und Fernsehschauspieler.

## Leben und Wirken
Der gebürtige Niederschlesier erhielt seine künstlerische Ausbildung an Hannovers Hochschule für Musik und Theater und gab Mitte der 1960er Jahre seinen Bühneneinstand am Stadttheater im schweizerischen Bern. Weitere Theaterstationen waren u. a. Frankfurt am Main, Bonn, Schwäbisch Hall und München (u. a. Theater in der Kurfürstenstraße). Zu dieser Zeit arbeitete Popp bereits als freischaffender Künstler. Neben Arbeiten für den Hörfunk und als Synchronsprecher wirkte er ab 1968 auch sporadisch in Fernsehfilmen mit, ohne dort mit seinen kleinen Rollen größere Spuren zu hinterlassen. Lediglich in Wilhelm Semmelroths Kriminalfilm Eine Tote soll ermordet werden erhielt Ulrich Popp 1972 eine Hauptrolle.

## Filmografie
- 1968: Die grüne Nacht von Ziegenberg
- 1969: Kaspar
- 1969: Das Foto
- 1971: Flick-Flack
- 1972: Eine Tote soll ermordet werden
- 1979: Tatort: Zweierlei Knoten
- 1984: Derrick (TV-Krimireihe, eine Folge)
- 2002: Kiss and Run